# Reach Out (canção de Hilary Duff)
"Reach Out" é o vigésimo single da atriz e cantora Hilary Duff. Devido a alguns problemas com o lançamento, ele atrasou mais de seis meses para ser lançado. O clipe tem a participação do rapper R. Prophet.

## Videoclipe
O videoclipe de “Reach Out”  foi filmado em 13-14 de setembro em Los Angeles, Califórnia e foi dirigido por Philip Andelman. O vídeo foi lançado no MySpace em 28 de Outubro de 2008.  O vídeo também foi lançado no Youtube oficial de Duff em 31 de Outubro .

### Versões Oficiais
- Reach Out (Album Version) — 4:15
- Reach Out (No Rap) — 3:27
- Reach Out (Video Edit) — 3:37
- Reach Out [DJ Escape & Dom Capello's Radio Mix] — 3:47
- Reach Out [DJ Escape & Dom Capello's Main Mix] — 8:13
- Reach Out [Joe Bermudez & Chico's Mixshow No Rap] — 4:36
- Reach Out [Joe Bermudez & Chico's Original Demo] — 4:08
- Reach Out [Joe Bermudez & Chico's Radio Mix No Rap] — 3:31
- Reach Out [Joe Bermudez & Chico's Underground Club Mix] — 3:39
- Reach Out [Joe Bermudez & Chico's Underground Club] — 7:48
- Reach Out [Richard Vission's Radio Mix] — 3:36
- Reach Out [Richard Vission's Vocal Club Mix] — 6:14

A versão original é Depeche Mode - Personal Jesus — 3:58

## Desempenho nas paradas musicais
| Tabela musical (2008-09)                    | Melhor posição |
| ------------------------------------------- | -------------- |
| Austrália (ARIA)                            | 51             |
| Estados Unidos (Billboard Dance Club Songs) | 1              |
| Itália (FIMI)                               | 3              |
| Japão (Japan Hot 100)                       | 72             |
| Reino Unido (Official Charts Company)       | 193            |

## Referencias
1. ↑  http://www.myspace.com/hilaryduff
2. ↑  http://www.youtube.com/user/hilaryduffofficial
3. ↑  «The ARIA Report: Week Commencing – 17th November 2008 – Issue #977» (PDF). ARIA Charts. Pandora. Consultado em 20 de abril de 2011
4. ↑  «Hilary Duff Chart History (Dance Club Songs)» (em inglês). Billboard.  Consultado em 28 de janeiro de 2014.
5. ↑  «Italiancharts.com – Hilary Duff – Reach Out» (em inglês). Top Digital Download.  Consultado em 28 de janeiro de 2014.
6. ↑  «Hilary Duff Chart History (Japan Hot 100)» (em inglês). Billboard.  Consultado em 28 de janeiro de 2014.
7. ↑  «Chart Log UK: New Entries Update». The Official Charts Company. Zobbel. Consultado em 20 de abril de 2011